# Campeonato Mundial de Atletismo Sub-20 de 2016 - Salto triplo feminino
A prova do salto triplo feminino do Campeonato Mundial de Atletismo Sub-20 de 2016 ocorreu entre os dias 22 e 23 de julho em Bydgoszcz, na Polônia. 

## Recordes
Antes desta competição, os recordes mundiais e do campeonato nesta prova eram os seguintes:
|     | Nome                | Nacionalidade | Distância | Local  | Data                 |
| --- | ------------------- | ------------- | --------- | ------ | -------------------- |
| WJR | Tereza Marinova     | Bulgária      | 14.62 m   | Sydney | 25 de agosto de 1996 |
| CR  | Tereza Marinova     | Bulgária      | 14.62 m   | Sydney | 25 de agosto de 1996 |
| WJL | Davisleidis Velazco | Cuba          | 14.08 m   | Havana | 28 de maio de 2016   |

## Medalhistas
| Ouro            | Prata                   | Bronze                         |
| Chen Ting (CHN) | Konstadina Romeou (GRE) | Georgiana Iuliana Anitei (ROM) |

## Cronograma
Todos os horários são locais (UTC+1).
| Data        | Hora  | Evento       |
| ----------- | ----- | ------------ |
| 22 de julho | 11:50 | Qualificação |
| 23 de julho | 10:40 | Final        |

## Resultados

### Qualificação
Qualificação: 13,20 m (Q) ou pelo menos melhor 12 qualificado (q) 
| Posição | Grupo | Atleta                   | Nacionalidade  | #1    | #2    | #3    | Resultados | Notas |
| ------- | ----- | ------------------------ | -------------- | ----- | ----- | ----- | ---------- | ----- |
| 1       | A     | Chen Ting                | China          | 13.77 |       |       | 13.77      | Q,    |
| 2       | B     | Ilionis Guillaume        | França         | x     | x     | 13.37 | 13.37      | Q,    |
| 3       | B     | Bria Matthews            | Estados Unidos | x     | 12.89 | 13.34 | 13.34      | Q     |
| 4       | A     | Yanis David              | França         | x     | x     | 13.18 | 13.18      | q     |
| 5       | B     | Norka Moretic            | Chile          | 13.10 | 13.13 | 13.14 | 13.14      | q     |
| 6       | A     | Davisleidis Velazco      | Cuba           | 13.14 | 13.01 | 12.67 | 13.14      | q     |
| 7       | A     | Georgiana Iuliana Anitei | Roménia        | 13.01 | x     | 13.10 | 13.10      | q     |
| 8       | B     | Konstadina Romeou        | Grécia         | 12.98 | 12.97 | x     | 12.98      | q     |
| 9       | B     | Mariya Ovchinnikova      | Cazaquistão    | x     | 12.84 | x     | 12.84      | q     |
| 10      | B     | Alexandra Mihai          | Roménia        | 12.77 | x     | 12.61 | 12.77      | q     |
| 11      | B     | Shanique Wright          | Jamaica        | 12.67 | x     | 12.74 | 12.74      | q     |
| 12      | B     | Xu Ting                  | China          | x     | 12.41 | 12.69 | 12.69      | q     |
| 13      | B     | Kirthana Ramasamy        | Malásia        | 12.68 | x     | 12.58 | 12.68      |       |
| 14      | A     | Mariia Sinei             | Ucrânia        | 11.98 | x     | 12.53 | 12.53      |       |
| 15      | A     | Anna Gorodkova           | Cazaquistão    | 12.15 | 12.43 | 11.77 | 12.43      |       |
| 16      | A     | Diana Zagainova          | Lituânia       | x     | 12.19 | 12.41 | 12.41      |       |
| 17      | A     | Chinne Okoronkwo         | Estados Unidos | x     | 12.34 | x     | 12.34      |       |
| 18      | A     | Nhayila Rentería         | Colômbia       | x     | x     | x     | NM         |       |

### Final
A prova final foi realizada no dia 23 de julho às 10:40. 
| Posição           | Atleta                   | Nacionalidade  | #1    | #2    | #3     | #4     | Resultados | Notas                |
| ----------------- | ------------------------ | -------------- | ----- | ----- | ------ | ------ | ---------- | -------------------- |
| Medalha de ouro   | Chen Ting                | China          | 13.67 | 13.85 | 11.56  | 13.41  | 13.85      | Recorde pessoal      |
| Medalha de prata  | Konstadina Romeou        | Grécia         | 13.55 | x     | x      | x      | 13.55      | Recorde pessoal      |
| Medalha de bronze | Georgiana Iuliana Anitei | Roménia        | 13.00 | 13.49 | 13.07w | 13.40  | 13.49      | Recorde da temporada |
| 4                 | Bria Matthews            | Estados Unidos | 12.93 | 13.13 | 13.21  | 13.49  | 13.49      |                      |
| 5                 | Norka Moretic            | Chile          | 13.40 | 13.23 | x      | 13.22  | 13.40      | NJR                  |
| 6                 | Xu Ting                  | China          | x     | 13.23 | 12.96  | 12.70w | 13.23      |                      |
| 7                 | Alexandra Mihai          | Roménia        | x     | x     | 13.21  |        | 13.21      |                      |
| 8                 | Mariya Ovchinnikova      | Cazaquistão    | 13.17 | 13.13 | 12.96  |        | 13.17      |                      |
| 9                 | Ilionis Guillaume        | França         | 12.45 | 12.99 | 12.66  |        | 12.99      |                      |
| 10                | Yanis David              | França         | 11.62 | 12.97 | 12.97  |        | 12.97      |                      |
| 11                | Shanique Wright          | Jamaica        | x     | 12.69 | 12.91  |        | 12.91      |                      |
| 12                | Davisleidis Velazco      | Cuba           | 12.83 | 12.73 | x      |        | 12.83      |                      |

Legenda
| Recorde mundial       | Recorde mundial (World record)               |                       | Recorde africano                      | Recorde africano (African) |                                           | Q | Classificado por posição (Qualified) |
| Recorde do campeonato | Recorde do campeonato (Championship record)  | Recorde da América    | Recorde da América (Americas)         | q                          | Classificado por melhor tempo (Qualified) |   |                                      |
| Melhor marca do ano   | Melhor marca do ano (World leading)          | Recorde asiático      | Recorde asiático (Asian)              | DNS                        | Não largou (Did not start)                |   |                                      |
| Recorde nacional      | Recorde nacional (National record)           | Recorde europeu       | Recorde europeu (European)            | DNF                        | Não terminou (Did not finish)             |   |                                      |
| Recorde pessoal       | Recorde pessoal do atleta (Personal best)    | Recorde da Oceania    | Recorde da Oceania (Oceania)          | DSQ / DQ                   | Desclassificado (Disqualified)            |   |                                      |
| Recorde da temporada  | Recorde da temporada do atleta (Season best) | Recorde sul-americano | Recorde sul-americano (South America) | NM                         | Sem marca (No mark)                       |   |                                      |